# Ивановка (Кучкинский сельсовет)
Ивановка — деревня в Пензенском районе Пензенской области России. Входит в состав Кучкинского сельсовета.

## География
Деревня находится в центральной части Пензенской области, в пределах Приволжской возвышенности, в лесостепной зоне, на берегах реки Хопёр, на расстоянии примерно 47 километров (по прямой) к северо-западу от села Кондоль, административного центра района. Абсолютная высота — 217 метров над уровнем моря.

### Климат
Климат характеризуется как умеренно континентальный, с умеренно холодной продолжительной зимой и относительно тёплым летом. Средняя температура воздуха самого тёплого месяца (июля) — 18,8 °C (абсолютный максимум — 40 °C); самого холодного (января) — −13 — −12 °C (абсолютный минимум — −47 °C). Безморозный период длится от 117 до 133 дней. Среднегодовое количество атмосферных осадков варьируется от 467 до 604 мм, из которых большая часть выпадает в тёплый период.

### Часовой пояс
Деревня Ивановка, как и вся Пензенская область, находится в часовой зоне МСК (московское время). Смещение применяемого времени относительно UTC составляет +3:00.

## Население
| 2010 |
| ---- |
| 35   |

### Национальный состав
Согласно результатам переписи 2002 года, в национальной структуре населения русские составляли 100 % из 53 чел.